# 路易娜 (阿拉巴馬州)
路易娜（英語：Louina）是一個位於美國阿拉巴馬州蘭道夫縣的非建制地區。該地的面積和人口皆未知。

## 地理
路易娜的座標為33°07′28″N 85°33′08″W / 33.12444°N 85.55222°W，而該地的平均海拔高度為208米（即682英尺）。